# Symphony In Yellow

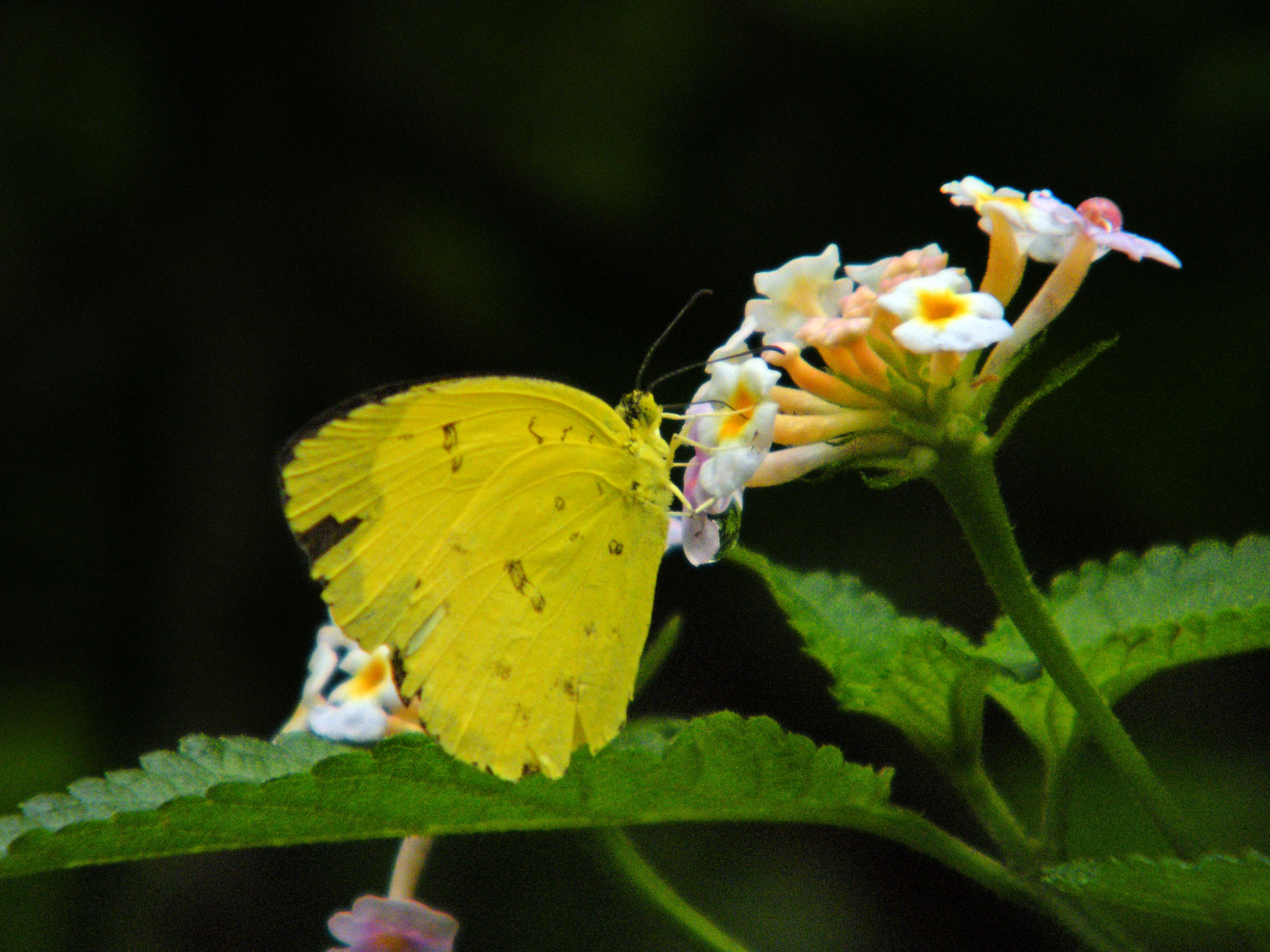
Wilde porównuje przejeżdżający przez most omnibus do żółtego motyla

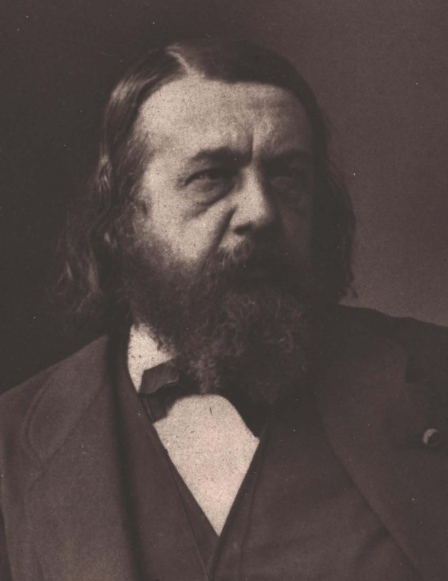
Théophile Gautier

Symphony In Yellow – wiersz brytyjskiego (irlandzkiego) poety, prozaika i dramaturga Oscara Wilde’a napisany w 1889. Utwór ma charakter opisowy i stanowi impresję w stylu malarskim. Mógł być zainspirowany wierszem francuskiego parnasisty Théophile’a Gautiera Symphonie en blanc majeur, który Wilde nazwał that flawless masterpiece of colour and music. Utwór składa się z trzech strof czterowersowych rymowanych abba. Wilde stosuje też aliterację: Big barges, silken scarf, fade/And flutter, rod of rippled. Słowo "yellow" ("żółty") pojawia się w tekście cztery razy. 
An omnibus across the bridge
Crawls like a yellow butterfly,
And, here and there, a passer-by
Shows like a little restless midge.
Big barges full of yellow hay
Are moored against the shadowy wharf,
And, like a yellow silken scarf,
The thick fog hangs along the quay.
The yellow leaves begin to fade
And flutter from the Temple elms,
And at my feet the pale green Thames
Lies like a rod of rippled jade.
Kolor żółty w twórczości Wilde’a symbolizuje dekadencję.